# Albert Mousson

Albert Mousson

Albert Mousson (* 17. März 1805 in Solothurn; † 6. November 1890 in Zürich; heimatberechtigt in Morges, ab 1816 in Zürich und ab 1821 in Bern) war ein Schweizer Physiker, Malakologe und Hochschullehrer.

## Leben
Albert Mousson, Sohn des Jean-Marc Mousson und Bruder des Heinrich Mousson heiratete 1832 seine erste Ehefrau Barbara Maria Seger, Tochter des Schmieds Conrad. Ab 1848 war er in zweiter Ehe mit Julie Trümpler, Tochter des Kaufmanns Hans Jakob, verheiratet. Zwischen 1819 und 1822 besuchte er die Fellenberg’sche Anstalt zu Hofwil. Ab 1823 ging er für Studien in Mathematik, Physik, Chemie und Geologie nach Bern, Genf, Göttingen und Paris.

## Schaffen
Ab 1833 war Mousson Lehrer für Mathematik und Physik an der Zürcher Industrieschule und Kantonsschule. 1834 war er Privatdozent, ab 1836 ausserordentlicher Professor an der Universität Zürich und schliesslich von 1855 bis 1878 ordentlicher Professor für Physik am Eidgenössischen Polytechnikum und der Universität Zürich.
Mousson mass die Druckabhängigkeit des Schmelzpunkts von Eis und den elektrischen Widerstand sich kreuzender Drähte (Anwendung beim Mikrofon). Er förderte zudem das Mass- und Gewichtswesen und machte sich um die landesweite meteorologische Datenerfassung und die Gletscherkunde verdient. Als Malakologe von internationalem Rang beschrieb Mousson ca. 450 neue Weichtierarten aus aller Welt. Im Jahre 1840 wurde ihm der Dr. h. c. der Universität Zürich verliehen.
Der Nachlass von Albert Mousson befindet sich in der Zentralbibliothek Zürich.

## Werke
- Die Physik auf Grundlage der Erfahrung. Schulthess, Zürich 1871–1875 (doi:10.3931/e-rara-9311).